# Мустафазаде, Тофик Теюб оглы
Тофик Теюб оглы Мустафазаде (азерб. Tofiq Teyyub oğlu Mustafazadə; род. 1 июня 1949, Зейва, Шабранский район) — азербайджанский историк, заведующий отделом «История международных отношений» Института истории имени А.А.Бакиханова НАНА, доктор исторических наук, профессор, лауреат Государственной премии (2012), заслуженный деятель науки (2015).

## Биография
Тофиг Мустафазаде родился 1 июня 1949 года в селе Зейва Дивичинского (ныне Шабранского) района Азербайджанской Республики. После окончания средней школы в 1966 году он поступил на исторический факультет Азербайджанского государственного университета имени С.М.Кирова и за получение отличных оценок во время учебы был удостоен стипендии имени К. Маркса. В 1971 году окончил университет с отличием.

## Научная деятельность
В 1971-1974 годах Тофик Мустафазаде работал лаборантом в Институте народов Ближнего и Среднего Востока АН АзССР, старшим лаборантом кафедры всеобщей истории АГУ, преподавателем истории в средних школах города Сумгаита и Дивичинского района.
В 1975-1977 годах учился в очной аспирантуре Института истории АН АзССР, а с 16 декабря 1977 года работал доцентом в отделе «История связей Азербайджана с Россией и кавказскими народами» этого института (позже "История связей Азербайджана с соседними народами и период ханств").
Тофик Мустафазаде работал старшим научным сотрудником с 1 июля 1986 года, ведущим научным сотрудником с 1 февраля 1993 года. С 16 ноября 1996 года до конца января 2011 года работал заведующим вышеуказанным отделом, а 24 января 2011 года был назначен заведующим вновь созданной кафедрой «Всеобщая история» и занимал эту должность до 8 января 2019 года. Учитывая особую актуальность исследований по направлению международных отношений с этой даты, ликвидировать застой в этой области был переведен руководством института на должность заведующего отделом «История международных отношений».
16 июня 1980 года защитил кандидатскую диссертацию на соискание учёной степени кандидата исторических наук. 30 июня 1992 года защитил докторскую диссертацию. 8 января 1999 года решением Высшей аттестационной комиссии при Президенте Азербайджанской Республики Тофику Мустафазаде было присвоено учёное звание профессора.
Тофик Мустафазаде долгое время работал на историческом факультете БГУ и Ленкоранского государственного университета.
25 мая 2012 года Указом Президента Азербайджанской Республики о присуждении Государственной премии в области науки Азербайджанской Республики он был удостоен Государственной премии. 3 ноября 2015 года ему присвоено почётное звание Заслуженный деятель науки.
На сегодняшний день опубликовано более 260 научных работ и методических материалов профессора Тофига Мустафазаде (из них более 50 в зарубежных странах).

## Избранные труды

### Монографии
1. XVIII əsrin birinci yarısında Azərbaycanda Rusiyaya meylin güclənməsi. — Bakı, Elm, 1986 (88 səh.)
2. Азербайджан и русско-турецкие отношения в первой трети XVIII века. — Баку, Eлм, 1993 (240 s.).
3. XVIII yüzillik - XIX yüzilliyin əvvəllərində Osmanlı-Azərbaycan münasibətləri. — Bakı, Elm, 2002 (372 səh.).
4. Quba xanlığı. — Bakı, Elm, 2005 (480 s.).[5]
5. İrəvan xanlığı (Rusiya işğalı və ermənilərin Şimali Azərbaycan torpaqlarına köçürülməsi) (Y. M. Mahmudov, S. Məmmədov, G. Nəcəfli, N. Mustafa,  Məmmədova, H.Həsənov, İ. Məmmədov, V. Umudlu, S. Hacıyeva, N. Gözəlova ilə müştərək). — Bakı, 2009.
6. The İravan Khanate (The Russian okkupation and the relocatin of Armenians to the lomds of North Azerbaijans (Y.M.Mahmudov, S.Mammadov, G.Nagcafli, N.Mustafa, G.Mammadova, V.Umudlu, S.Hadjieva, N.Gozalova)— Baku, Chashioglu, 2010, 608 p..
7. Иреванское ханство. Российское завоевание и переселение армян на земли Северного Азербайджана (соавторы Я.Махмудов, С.Мамедов, Г.Наджафлы, Н.Мустафа, Г.Мамедова, В.Умудлу, С.Гаджиева, Н.Гезалова). — Баку, Çaşıoğlu, 2010, 616 c.
8. Qarabağ xanlığı. — Bakı, Sabah, 2010, 333 s.
9. Azərbaycan-Rusiya münasibətləri (XVIII əsrin ikinci yarısı - XIX əsrin əvvəlləri). — Bakı, Şərq-Qərb, 2013 (528 s.).
10. XVIII – XXI əsrin əvvəllərində Azərbaycanın beynəlxalq siyasi münasibətləri. — Bakı, Avropa nəşriyyatı, 2021 (544 s.)